# UIAゴールドメダル
UIAゴールドメダルは、国際建築家連合から優れた建築家に対して授与される賞である。1984年より3年に1度開催されるUIA世界大会の際に表彰される。

## 歴代受賞者
| 年     | 受賞者名                         | 国             |
| ------ | -------------------------------- | -------------- |
| 1984年 | ハッサン・ファトヒー             | エジプト       |
| 1987年 | レイマ・ピエティラ               | フィンランド   |
| 1990年 | チャールズ・コレア               | インド         |
| 1993年 | 槇文彦                           | 日本           |
| 1996年 | ホセ・ラファエル・モネオ         | スペイン       |
| 1999年 | リカルド・レゴレッタ             | メキシコ       |
| 2002年 | レンゾ・ピアノ                   | イタリア       |
| 2005年 | 安藤忠雄                         | 日本           |
| 2008年 | テオドロ・ゴンザレス・デ・レオン | メキシコ       |
| 2011年 | アルヴァロ・シザ                 | ポルトガル     |
| 2014年 | イオ・ミン・ペイ                 | アメリカ合衆国 |
| 2017年 | 伊東豊雄                         | 日本           |